# Яфимович, Михаил Матвеевич
Михаил Матвеевич Яфимович (1804—1872) — генерал-лейтенант русской императорской армии.

## Биография
Родился в 1804 году. Происходил из дворян Смоленской губернии, сын генерал-майора Матвея Николаевича Яфимовича. В семье было ещё пять сыновей: Алексей (директор Императорской Петергофской гранильной фабрики), Александр (командир Чугуевского уланского полка, отставной генерал-майор), Николай (генерал-адъютант, генерал от артиллерии), Владимир (генерал от артиллерии), Константин (полковник). Пожалованный пажом 7 февраля 1817 года, он лишь 12 марта 1820 года поступил в Пажеский корпус, по окончании которого и был произведён 13 апреля 1825 года в прапорщики.
В 1828 году Яфимович был переведён в лейб-гвардии Московский полк, а в следующем году, 20 августа, — в Белозерский пехотный полк и назначен бригадным адъютантом 1-й бригады 5-й пехотной дивизии.
В этой должности он принял участие в подавлении первого польского восстания и за отличия, выказанные при штурме Варшавы, был награждён орденом св. Анны 3-й степени с бантом. Переведенный снова 6 декабря 1833 года в лейб-гвардии Московский полк, Яфимович в следующем году был назначен адъютантом к генерал-губернатору Восточной Сибири.
Затем с 4 августа 1836 года по 17 апреля 1838 года он состоял адъютантом при генерал-адъютанте Бистроме, а с 17 апреля 1838 года — при генерал-адъютанте Ушакове.
Произведённый 6 декабря 1842 г. в капитаны, он вскоре был прикомандирован к штабу Е. И. В. главнокомандующего гвардейским и гренадерским корпусами для исправления должности помощника начальника отделения, а по производстве 18 июня 1847 г. в полковники был назначен состоять при штабе гвардейского и гренадерского корпусов. 26 ноября 1851 г. за 25-летнюю службу в офицерских чинах Яфимович был награждён орденом св. Георгия 4-й степени (№ 8635 по списку Григоровича — Степанова) и в том же году был назначен дежурным штаб-офицером вышеупомянутого штаба; с производством же 17 апреля 1854 г. в генерал-майоры он был назначен исправляющим должность дежурного генерала штаба гвардейского и гренадерского корпусов.
Вслед за тем Яфимович был назначен и в свиту Е. И. В. с утверждением в должности дежурного генерала, а в 1856 году ему был пожалован орден св. Анны 1-й степени с мечами.
Произведённый 30 августа 1861 г. в генерал-лейтенанты, с причислением к министерству внутренних дел, он при этом министерстве оставался до самой своей смерти. Последней его наградой был орден св. Александра Невского, полученный им незадолго до смерти, последовавшей 20 марта (1 апреля) 1872 года. был похоронен на Смоленском православном кладбище.